# Robert Lees
Robert Lees (10 de julio de 1912 - 13 de junio de 2004) fue un guionista de cine y televisión estadounidense, conocido por escribir comedias, incluyendo los argumentos de varias películas de los cómicos Abbott y Costello.

## Vida y obra
Nacido en San Francisco, California, Lees se graduó en el Instituto de Lowell en 1929. Comenzó en el mundo del espectáculo como bailarín antes de empezar a escribir para los Estudios Metro-Goldwyn-Mayer, donde colaboró habitualmente con el escritor Frederic Rinaldo. Su primer guion fue para el cortometraje de 1936 titulado The Perfect Set-Up (La Perfecta Puesta a Punto), capítulo inicial de la serie Crime Does Not Pay (El Crimen no paga), producida por MGM entre las décadas de 1930 y 1940. Estaba basada en casos de delito de la vida real. 
Lees y Rinaldo continuaron trabajando en comedias de cortometraje, incluyendo A Night At The Movies (Una Noche En Las Películas), protagonizada por Robert Benchley; y Penny Wisdom (Sabiduría de Penique). El dúo también trabajó en las películas de 1937, Decathlon Champions (Campeones de Decatlón) y Candid Cameramaniacs (Camaramaníacos Cándidos) del productor Pete Smith. En 1939, Lees y Rinaldo fueron nominados para un Premio de la Academia por el cortometraje biográfico de 1939 titulado  Prophet Without Honor (Profeta Sin Honor).
Después de completar la comedia corta An Hour For Lunch (Una Hora Para la Comida) de 1939, Lees y Rinaldo pasaron a trabajar en largometrajes, como su guion para el drama de 1940 titulado Street Of Memories (Calle De Memorias). La pareja trabajó en películas de ciencia ficción y terror como The Invisible Woman (La Mujer Invisible) y The Black Cat (El Gato Negro).
En 1941 escribieron su primera comedia para Abbott y Costello, titulada Hold That Ghost (Agárrame ese Fantasma). En los años siguientes, Lees y Rinaldo escribirían cinco guiones más de películas para el dúo de comediantes, concretamente, Hit the Ice (Golpea el Hielo), Buck Privates Come Home (Buck Privates Vuelve a Casa), The Wistful Widow Of Wagon Gap (La Melancólica Viuda de Wagon Gap), Bud Abbott And Lou Costello Meet Frankenstein (Abbott y Costello Conocen a Frankenstein), y Abbott and Costello Meet the Invisible Man (Abbott y Costello Conocen al Hombre Invisible). En 1952,  escribieron Jumping Jacks para otro dúo cómico, Dean Martin y Jerry Lewis.
A comienzos de la década de 1950, la carrera de Lees quedó virtualmente arruinada cuando fue acusado de "actividades antinorteamericanas" durante la época del senador McCarthy, quedando su nombre incluido en las "listas negras" de Hollywood. Esta circunstancia le obligó a entregar sus manuscritos a los estudios bajo el seudónimo de "J. E. Selby". Lees también escribió bajo otro nombre para la serie televisiva británica Las Aventuras de Robin Hood durante la misma época.
Asesinato
El 13 de junio de 2004, Keven Lee Graff, un vagabundo de 27 años de edad, irrumpió en casa de Lees (de 91 años de edad), atacándole y decapitándole a continuación. Graff abandonó entonces la casa, llevándose la cabeza de Lees, y violentó una casa vecina, donde atracó y asesinó a un doctor jubilado, quien en ese momento estaba haciendo una reserva de avión al teléfono. El empleado de las aerolíneas con el que estaba hablando, oyó el ataque y telefoneó a la policía. Antes de que la policía pudiera llegar, Graff robó un coche y dejó la escena del crimen.
Debido a su comportamiento errático, Graff fue detenido e identificado al día siguiente.Fue juzgado y condenado a dos penas de cadena perpetua, sin posibilidad de libertad condicional alguna.

## Filmografía

### Guionista
- The Perfect Set-up (1936)
- How to Behave (1936)
- How to Train a Dog (1936)
- How to Be a Detective (1936)
- Penny Wisdom (1937)
- How to Start the Day (1937)
- A Night at the Movies (1937)
- Decathlon Champion: The Story of Glenn Morris también conocida como Decathlon Champion (1937)
- Candid Cameramaniacs (1937)
- Music Made Simple (1938)
- An Evening Alone (1938)
- The Story of Doctor Carver (1938)
- It's in the Stars (1938)
- An Hour for Lunch (1939)
- Weather Wizards (1939)
- Prophet Without Honor también conocida como Carey Wilson's Prophet Without Honor (1939)
- Let's Talk Turkey (1939)
- Street of Memories (1940)
- The Invisible Woman (1940)
- The Black Cat (1941)
- Bachelor Daddy (1941)
- Hold That Ghost también conocida como Oh Charlie (1941)
- Juke Box Jenny (1942)
- No Time For Love (1943)
- Hit the Ice también conocida como Oh Doctor (1943)
- Crazy House (1943)
- Hell-Bent for Election (1943)
- Buck Privates Come Home también conocida como Rookies Come Home (1947)
- The Wistful Widow of Wagon Gap también conocida como The Wistful Widow (1947)
- Bud Abbott Lou Costello Meet Frankenstein (1948)
- Holiday in Havana (1949)
- You Asked For It (Algunos episodios, 1950)
- Abbott and Costello Meet the Invisible Man (1951)
- Comin' Round the Mountain (1951)
- Jumping Jacks (1952)
- Gunsmoke (Algunos episodios, 1955)
- The Adventures of Robin Hood (Algunos episodios, 1955)
- The Adventures of Sir Lancelot (Algunos episodios, 1955)
- Hotel de Paree (Algunos episodios, 1959)
- Alfred Hitchcock Presents (1 episodio, 1959)
- Lassie (14 episodios, 1957–1961)
- Rawhide (3 episodios, 1961–1962)
- Flipper (Algunos episodios, 1964)
- Daktari (Algunos episodios, 1966)
- The Green Hornet (1 episodio, 1967)
- The Second Hundred Years (Algunos episodios, 1967)
- Land of the Giants (1 episodio, 1968)

### Actor
- The Sin of Madelon Claudet, también conocida como The Lullaby (Sin figurar en créditos, 1931)
- Grand Hotel (Sin figurar en créditos, 1932)
- Rasputin and the Empress también conocida como Rasputin the Mad Monk (Sin figurar en créditos, 1932)
- Dancing Lady (Sin figurar en créditos, 1933)